# Microsoft Forms
Microsoft Forms（原名Office Forms）是一个在线调查表單，為Microsoft 365的一部分。
Microsoft Forms于2016年6月由微软发布。Microsoft Forms允许用户创建具有自动评分功能的调查和测验。Microsoft Forms的数据可以导出到 Microsoft Excel中。
2019年，微软发布了Forms Pro的预览版，让用户能够将Forms Pro的数据导出到Power BI的仪表板中。

## 外部連結
- 官方网站